# Titikala

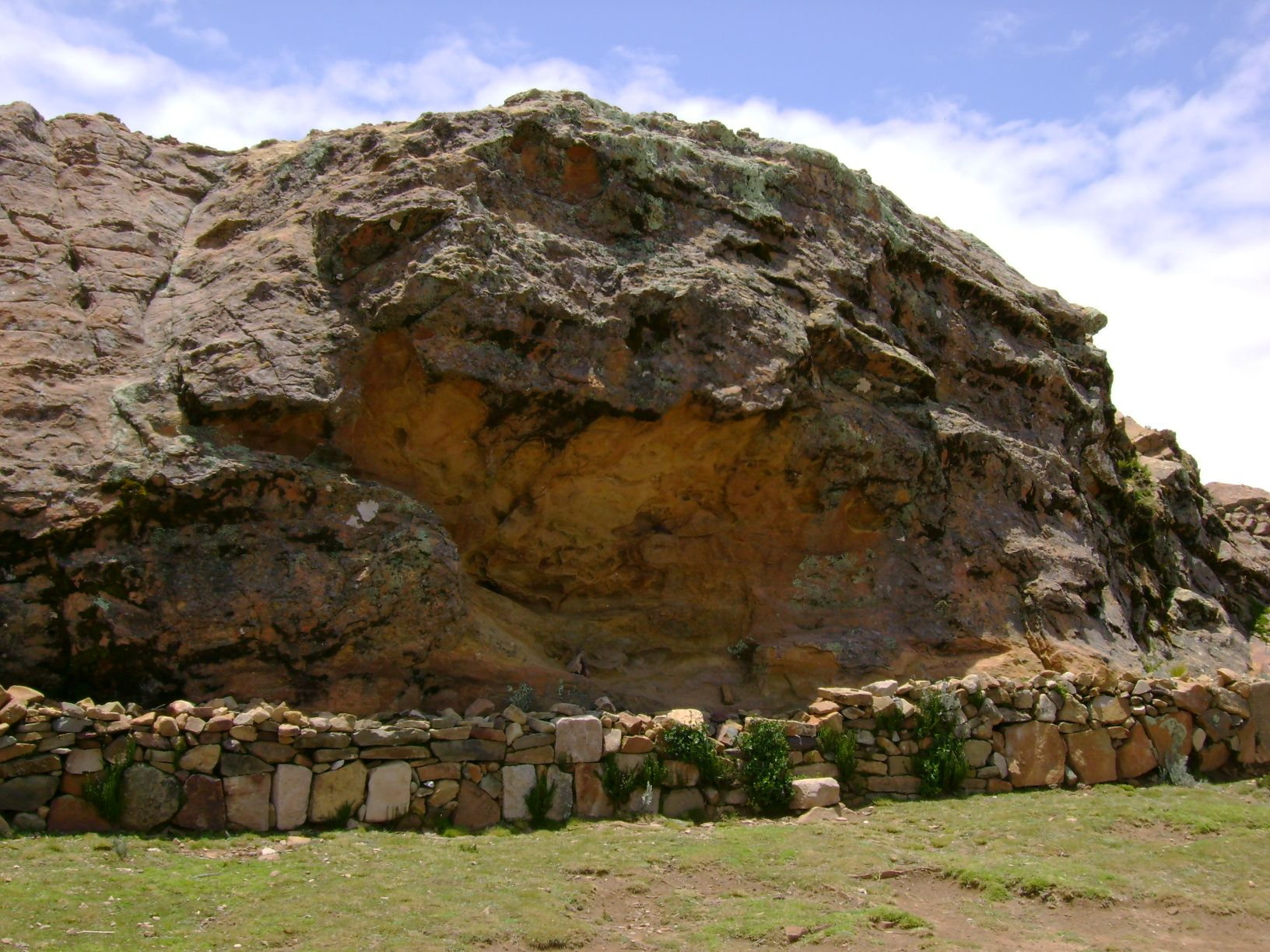
Titikala, también llamado Roca Sagrada, en la parte norte de la isla del Sol.

Titikala, también escrito Titi Qala (aimara Titi = "puma", kala = "roca"; originalmente probablemente Thakhsi cala), también llamado Roca Sagrada, es una formación rocosa que es considerada el santuario más importante de los Incas y, además funcionó como el santuario indígena más importante de la región. Titikala está ubicado en el área del santuario en la isla del Sol, que está ubicada en la parte boliviana del lago Titicaca. El nombre Thakshi cala para la roca sagrada es probablemente el origen del nombre Titicaca y Titikala. La religión inca dice que el Sol y la Luna nacieron en la Roca Sagrada.
Una parte de la roca desciende hacia el lago, mientras que la otra parte forma una cara vertical de 5,5 m de altura, cerca a la línea central de la isla. Adyacente a la parte vertical de la roca se encuentra una plaza, y perpendicular a la roca se encuentra el muro inca, con una longitud de 35 m.
Se encuentra dentro del área sagrada, junto a otros sitios como el templo de Chinkana, que se encuentra a doscientos metros al oeste de la Roca Sagrada.

## Acciones rituales

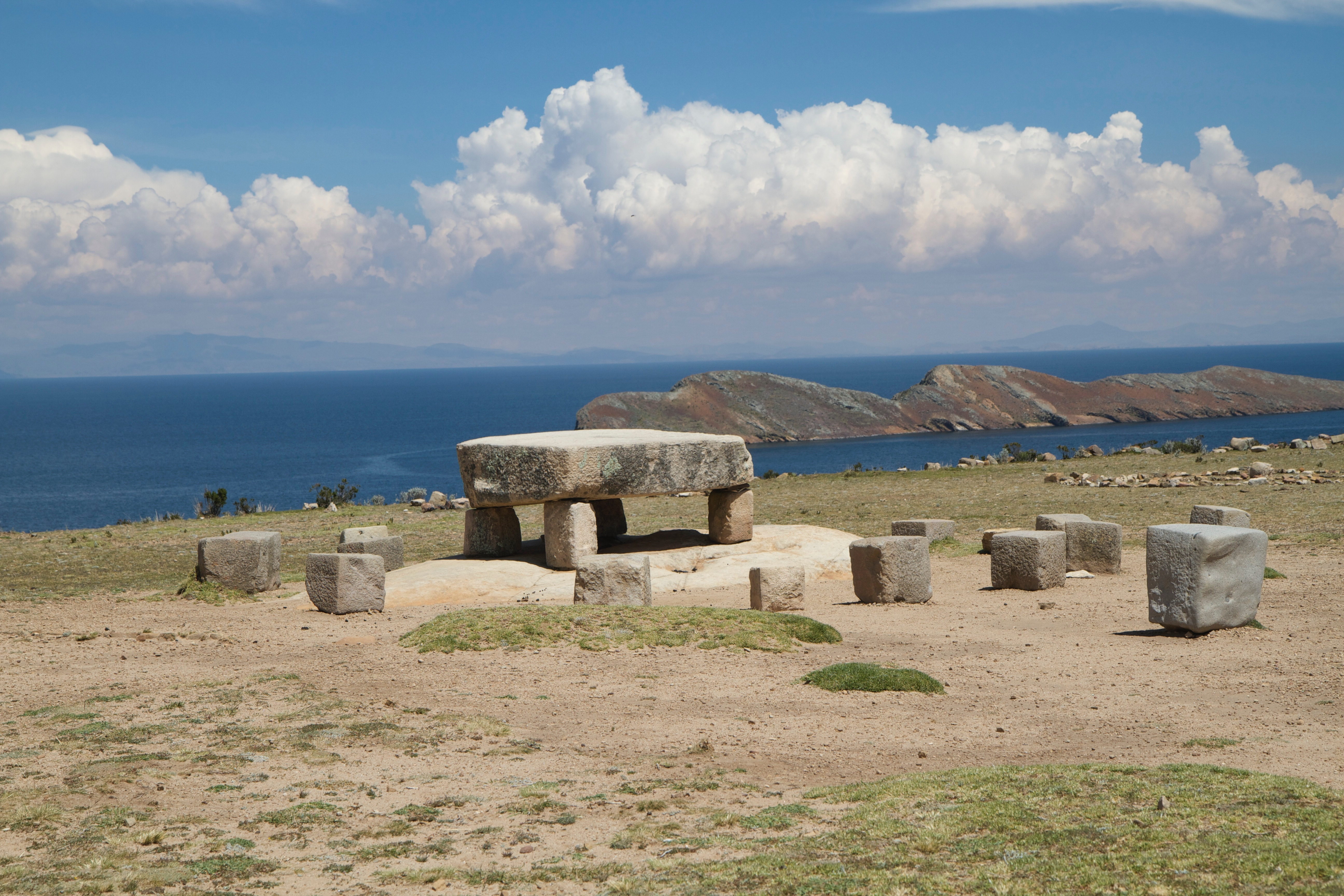
Mesa ceremonial frente a Titikala

Los cronistas Alonso Ramos Gavilán y Bernabé Cobo hablan de una palangana de piedra frente a la Roca Sagrada en la que los lugareños echaban chicha para que el dios sol (Inti) la bebiera. Los escritores del siglo XVII informan que la roca sagrada alguna vez estuvo completamente cubierta con placas de oro y plata, sin embargo, esto no fue mencionado por los primeros visitantes españoles que vieron la roca sagrada en 1534. Ramos Gavilán informó: "Esta roca estaba cubierta con placas de oro y plata, y como la roca brillaba tanto a la luz del sol, los indígenas decían que ningún pájaro se atrevería a posarse en ella." 